# Райналд II (Гелдерн)
Райналд II фон Гелдерн (на немски: Reinald II fon Geldern, der „Rote“, der „Schwarze“; на нидерландски: Reinoud II van Gelre, „de Rode“, „Zwarte“; * 1295; † 12 октомври 1343, Арнем), наричан „Червения“ или „Черния“, е от 1326 г. граф, от 1339 г. херцог на Гелдерн и граф на Цутфен (1320 – 1343).

## Живот
Син е на граф Райналд I от Гелдерн (1255 – 1326) и втората му съпруга Маргерита от Фландрия († 1331) от фамилията Дом Дампиер, дъщеря на граф Ги I от Фландрия.
През 1316 г. Райналд II обявява баща си за неспособен да управлява и поема регентството. Той наследява баща си на 9 октомври 1326 г. като граф на Гелдерн и Цутфен. На 19 март 1339 г. Райналд като херцог на Гелдерн и граф на Цутфен е издигнат на имперски княз и получава Източна Фризия. През 1342 г. той подарява манастир Моникхуизен при Арнхайм.
През 1343 г. Райналд мести резиденцията си от Гелдерн в Нимвеген. Той умира ненадейно същата година в Арнхайм и е погребан в близкия манастир Моникхуизен. След смъртта му вдовицата му Елеанора от Англия поема регентството за синът им Райналд III.

## Фамилия
Първи брак: на 13 май 1311 г. със София Бертхоут († 6 май 1329), господарка на Мехелен. Те имат четири деца:
- Маргарета (1320 – 1344), сеньора на Мехелен, сгодена за Герхард фон Юлих († 1360), син на херцог Вилхелм I фон Юлих
- Мехтилд (1325 – 1384), омъжена I. 1336 г. за граф Готфрид фон Лоон-Хайнсберг († 1342); II. 1348 г. за граф Йохан фон Клеве († 1368); и III. 1372 г. за Жан дьо Шатийон граф на Блоа († 1381)
- Елизабет († 1376), абатиса в Гравендал
- Мария † (1397), омъжена 1362 г. за херцог Вилхелм II фон Юлих († 1393)

Втори брак: май 1332 г. в Нимвеген с принцеса Елеанора от Англия (* 18 юни 1318; † 22 април 1355), дъщеря на крал Едуард II и съпругата му Изабела Френска. Те имат децата:
- Райналд III (1333 – 1371) херцог на Гелдерн, женен 1347 г. за Мария Брабантска (1325 – 1399)
- Едуард (1336 – 1371), херцог на Гелдерн, граф на Цутфен